# Nguyễn Thị Oanh (sinh 1996)
Nguyễn Thị Oanh (sinh ngày 15 tháng 08 năm 1995) là một vận động viên điền kinh người Việt Nam. Cô đang thi đấu cho đội điền kinh thành phố Hà Nội và thường xuyên góp mặt trên đội tuyển quốc gia từ năm 15 tuổi. Cô thường tham dự phân môn chạy trong bộ môn điền kinh, các cự ly cô thường thi đấu là các cự ly ngắn: 200 m, 400 m, tiếp sức 4×400 m,... Cô giành được một số thành tích như: 1 HCĐ Á vận hội, 1 HCB Giải vô địch châu Á, 3 HCV SEA Games và hàng loạt danh hiệu ở các giải quốc nội khác. Ngoài ra, cô cùng với 3 vận động viên khác đang nắm giữ kỷ lục SEA Games và kỷ lục quốc gia Việt Nam ở nội dung tiếp sức 4×400 m.

## Tiểu sử
Nguyễn Thị Oanh sinh năm 1995 ở xã Đồng Mai, huyện Thanh Oai, tỉnh Hà Tây, miền Bắc Việt Nam. Nguyên là một miền quê nằm bên tả ngạn sông Đáy ở đoạn chảy qua cầu Mai Lĩnh nhưng nay đã được đô thị hóa và trở thành phường Đồng Mai của quận Hà Đông, thành phố Hà Nội. Trong gia đình cô còn có 1 chị gái và 2 em trai. Bố mẹ của cô đều xuất thân từ nông dân và làm thêm nghề buôn bán rau quả ở ngoài chợ.

## Sự nghiệp

### 2007–2011: Giai đoạn đầu
- Đến với điền kinh từ năm lớp 5, được thầy Nguyễn Trọng Hổ phát hiện, 11 tuổi Oanh đã lên Trung tâm Thể thao Hà Đông tập luyện. Sau đó là Trung tâm Huấn luyện Thể thao Quốc gia 1 ở Nhổn, Từ Liêm. Song song việc rèn luyện điền kinh vào ban ngày là việc học văn hóa vào các buổi tối.[2]

### 2011–2013: Bước đầu tạo dấu ấn
- Năm 2011, mới 15 tuổi cô đã có lần tham dự SEA Games đầu tiên khi được gọi vào đội tuyển điền kinh quốc gia để sang Indonesia dự SEA Games 26. Năm đó cô và các đồng đội giành được một tấm huy chương đồng nội dung tiếp sức 4×400 m, đánh dấu những đóng góp bước đầu của Oanh cho điền kinh Việt Nam trên đấu trường quốc tế.
- Tháng 7 năm 2013, cô tham dự Giải vô địch điền kinh trẻ thế giới 2013 ở Donetsk, Ukraine. Cô đã xuất sắc vượt qua hàng chục VĐV quốc tế ở lượt chạy vòng loại và lượt chạy bán kết để giành quyền vào lượt chung kết. Trong lượt chạy chung kết ngày 12/7 thì suýt chút nữa cô đã tạo nên kỳ tích khi cán đích ở vị trí thứ 4 với thành tích 53 giây 80, chậm hơn VĐV giành huy chương đồng người Jamaica là Tiffany James 0,24 giây.[3] Chính Tiffany James cũng là người duy nhất nhanh hơn Oanh ở lượt chạy bán kết thứ 2 vào ngày 11/7 trước đó.[4]
- Tháng 12 năm 2013, cô tiếp tục tham dự SEA Games 27 ở Naypyidaw, Myanmar. Cô đã giành được thêm 2 huy chương đồng cá nhân ở nội dung 200 m, 400 m. Còn ở nội dung tiếp sức 400 m thì cô và các đồng đội đã đổi màu huy chương sang bạc khi chỉ về sau các đồng nghiệp của Thái Lan.

### 2014–2016: Kỷ lục gia SEA Games
- Tháng 10 năm 2014, tại Asiad 17 diễn ra ở Incheon, Hàn Quốc: cô và các đồng đội tham dự nội dung tiếp sức 4x400 m và giành được vị trí thứ 5 chung cuộc.
- Vào tháng 6 năm 2015, tại SEA Games 28 ở Singapore, Oanh tiếp tục giành 1 huy chương đồng cá nhân ở nội dung 200 m. Còn sang nội dung tiếp sức 4×400 m cô cùng các đồng đội: Nguyễn Thị Thúy, Quách Thị Lan, Nguyễn Thị Huyền đã xuất sắc lập một kỷ lục SEA Games với thành tích 3 phút 31 giây 46.[5] Nhanh hơn kỷ lục cũ đã tồn tại 24 năm của các VĐV Thái Lan tới 4,07 giây.[note 3] Qua đó, chính thức truất ngôi Thái Lan ở nội dung đồng đội này.[6] Tính đến hết năm 2019, thành tích tuyệt vời này vẫn đang là kỷ lục quốc gia Việt Nam và kỷ lục SEA Games.
- Đến tháng 9 năm 2016, cô tiếp tục đặt chân đến thành phố biển Đà Nẵng để tham dự Đại hội Thể thao Bãi biển châu Á 2016 ở nội dung tiếp sức 4×60 m cùng với Tú Chinh, Mộng Tuyền và Đỗ Thị Quyên. Sau đó, 4 cô gái trẻ đã giúp chủ nhà Việt Nam giành được huy chương bạc ở nội dung này khi về đích sau 4 vận động viên của Thái Lan.

### 2017–2019: Đấu trường châu lục
- Tháng 7 năm 2017, tại Giải vô địch châu Á 2017 diễn ra ở Odisha, Ấn Độ. Cô giành được 1 HCB ở nội dung tiếp sức 4×400 m trong lần đầu tiên tham dự.[7]
- Cuối năm 2017, ở nội dung tiếp sức 4×400 m tại SEA Games 29, Oanh và các đồng đội vẫn thể hiện sức mạnh vượt trội với phần còn lại của Đông Nam Á và bảo vệ thành công tấm huy chương vàng đã giành được ở Kallang 2 năm trước.[8]
- Tháng 8 năm 2018, tại Á vận hội lần thứ 18 được tổ chức ở Jakarta, Indonesia. Cô cùng với các đồng đội Nguyễn Thị Hằng, Hoàng Thị Ngọc, Quách Thị Lan đã giành được tấm huy chương đồng Á vận hội đầu tiên ở nội dung tiếp sức 4×400 m sau lần lỡ hẹn ở Incheon năm 2014. Trong chiến tích đó, Nguyễn Thị Oanh là người xuất phát đầu tiên và trao gậy cho Nguyễn Thị Hằng.[9]
- Tháng 4 năm 2019, cô tiếp tục tham dự Giải vô địch châu Á 2019 diễn ra ở Doha, Qatar. Cô tham dự nội dung tiếp sức 4×400 m với hy vọng đổi màu huy chương. Tuy nhiên, Oanh và đồng đội đã không thể bảo vệ tấm huy chương bạc ở Odisha khi chỉ về đích thứ 5 chung cuộc.
- Tháng 12 năm 2019, Oanh tiếp tục tham gia tranh tài ở SEA Games 30. Và không có gì bất ngờ khi cô cùng đồng đội vẫn xuất sắc bảo vệ thành công tấm huy chương vàng nội dung tiếp sức 4×400 m cho đội tuyển điền kinh Việt Nam.

## Đời tư
- Ngoài đời, tuyển thủ gốc Hà Tây là một cô gái có ngoại hình khá nổi bật khi cao 1 mét 70 và vóc dáng được khen ngợi chuẩn siêu mẫu. Thậm chí, một số người còn gán cho cô biệt danh hoa khôi điền kinh Việt Nam.[1]
- Hiện tại, cô vẫn chưa kết hôn.[10]

### Trùng tên
- Trong làng điền kinh Việt Nam cũng có một vận động viên khá nổi bật và cùng tên với Oanh 400 m là vận động viên Nguyễn Thị Oanh (Oanh ỉn) sinh năm 1995 thuộc đoàn Bắc Giang. Cô là một vận động viên chuyên chạy các cự ly trung bình và dài. Các nội dung cô thường tham dự là 1.500 m, 5.000 m, vượt chướng ngại vật 3.000 m,... Cô tham dự rất nhiều các giải đấu quốc tế cùng đội tuyển điền kinh Việt Nam từ kỳ SEA Games 27 đến nay và cũng giành rất nhiều huy chương vàng về cho đội tuyển. Sau SEA Games 30,  Oanh ỉn còn về nhất ở cuộc bầu chọn Vận động viên tiêu biểu toàn quốc năm 2019.[11]
- Chính vì có tuổi đời gần bằng nhau, cùng thi đấu trong nhiều giải đấu quốc tế và giành nhiều thành tích về cho đội tuyển điền kinh Việt Nam nên gây ra không ít sự nhầm lẫn về 2 vận động viên tài năng này. Ngoài ra, ở ngoài đời 2 vận động viên cùng tên này cũng là những người bạn khá thân thiết.

### Tin tức
- "VĐV Nguyễn Thị Oanh - tài năng cần được chú trọng". vtv.vn. Báo điện tử VTV. ngày 17 tháng 10 năm 2015. Bản gốc lưu trữ ngày 8 tháng 2 năm 2016. Truy cập ngày 5 tháng 1 năm 2020.
- "Body "đẹp từng centimet" của hoa khôi điền kinh Việt Nam dự SEA Games 30". kienthuc.net.vn. Báo điện tử Kiến thức, Liên hiệp các Hội Khoa học và Kỹ thuật Việt Nam. ngày 27 tháng 11 năm 2019. Truy cập ngày 6 tháng 1 năm 2020.

YouTube
- Điền kinh nữ ASIAD 2018: Tuyển Việt Nam giành HCĐ 4x400m trên YouTube
- VĐV điền kinh Nguyễn Thị Oanh trên YouTube